# Hvidtøl

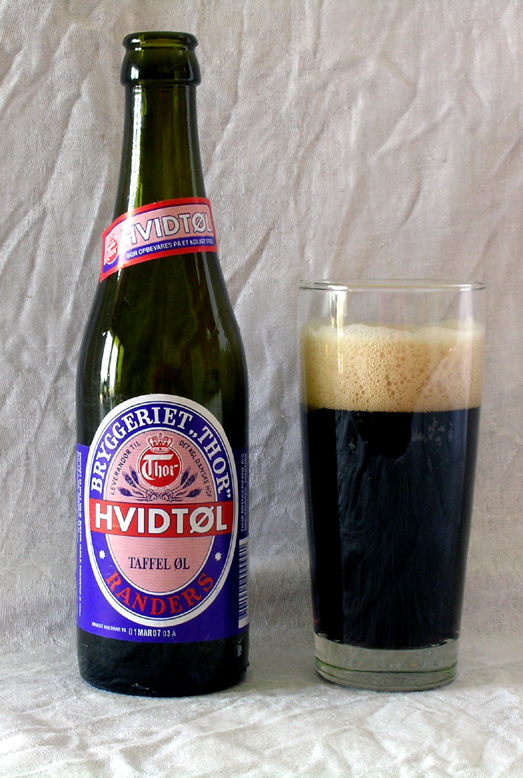
Hvidtøl.

Hvidtøl är en i huvudsak dansk öltyp som fått sitt namn av att den bryggs på så kallad hvidmalt. Hvidmalt skapas genom att man avbryter groningsprocessen av malten strax efter att den blir grön. Förutom hvidmalten bryggs ölen på socker och humle och kan även smaksättas med en aning lakrits. Hvidtøl finns i både ljusa och mörka varianter, men den ljusa går oftare under benämningen lys pilsner. Alkoholhalten ligger på under 2,25 viktprocent (2,8 volymprocent). Till mitten av 1800-talet var ölsorten i stort sett den enda öltypen i Danmark, bortsett från importerad tysk öl, som generellt hade en högre alkoholhalt.
Hvidtølen går att få tag på året om, men dricks numera oftast runt jul och kan sägas vara danskarnas motsvarighet till julmusten i Sverige, även om den till smaken mer liknar svagdricka. Under julen dricks Nisseøl (efter de tomtar som då pryder etiketterna), som är ett mörkt, sött hvidtøl. Nisseøl skall inte förväxlas ned den alkoholstarkare julebryg (julöl).
En motsvarighet i Belgien kallas tafelbier eller bière de table och i Nederländerna har man oud bruin, men denna kan ha alkoholhalter på upp till fyra procent.